# Hinkkanen
Hinkkanen eller Hinkkajärvi är en sjö i Finland. Den ligger i kommunen Vederlax i landskapet Kymmenedalen, i den södra delen av landet, 150 km öster om huvudstaden Helsingfors. Hinkkanen ligger 19 meter över havet. Arean är 15,6 hektar och strandlinjen är 2,3 kilometer lång. Sjön  ingår i Finska vikens kustområde. 